# Michael Gottlieb Neustädter
Michael Gottlieb Neustädter (Segesvár, 1736. szeptember 7. – Nagyszeben, 1806. június 5.) erdélyi szász orvos.

## Élete
Szülővárosában, majd a marosvásárhelyi református kollégiumban tanult. Az orvostudományt egy évig Bécsben, majd az erlangeni egyetemen és Strassburgban tanulta. Hazájába visszatérve, Nagyszebenben volt gyakorló orvos, és 1774-ben első városi orvossá választották. 1784-ben II. József császár erdélyi főorvossá nevezte ki és 1792-ben császári egészségügyi tanácsosi címet kapott. Nagyérdemű tevékenységet fejtett ki 1786-ban a barcarozsnyói pestis továbbterjedésének megakadályozásánál.
Cikkei a Siebenbürgische Quartalschrift-ben jelentek meg. (III. 1793. Ueber den Gebrauch des Borszéker Sauerbrunnens und dessen heilsame Wirkungen im Bluthusten, Ueber den Homoroder Sauerbrunnen nebst einigen Vorsichtsregeln beim Gebrauch der Brunnencuren überhaupt, IV. 1795. Beitrag zu clinischen Beobachtungen, V. 1796. Neueste Pestvorfälle bei dem Passe Tömösch und dem Dorfe Rothbach im Burzenlande vom Monat August 1795., Chemische Untersuchung des Mineralwassers zu Kis-Szék).

## Művei
- Triga casuum medico-chirurgicorum D. Henrico Friedr. Delio Prof. publ. pro gradu Doctris 1762. Erlangae m. Decembr. aere. (Tartalma Sphacelus penis egregiusque in eo corticis Peruviani usus, Haemorhagia enormis in tibiae vulnere sanata, Fistula ani completa cum lenta febre curata).
- Die Pest im Burzenlande 1786. Nebst einigen vorangeschickten Bemerkungen. Hermannstadt, 1793. (Két táblázattal. Újabb kiadása: Bécs, 1897).
- Consignatio specifica omnium plantaram, quae in Magno hocce Principatu (Transsilvaniae) sponte sua crescunt. Herbae autem sequentes hucadusque ab exteris oris ad nos translatae vel advectae in patria quoque nostra Transsilvania in sufficiente quantitate reperiuntur. Herbae sequentes in Officinalibus hortis coli et curari debent. Claudiopoli, 1795 (Opinio Deputationis regnicolaris systematicae in Cameralibus et Comercialibus ordinatae…).
- Kuhpocken-Katechismus oder Anweisung über die Art, die Kuhpocken einzuimpfen. Hermannstadt, 1801.
- Ueber die Kuhpocken-Impfung. Ein paar Worte zur Beherzigung für alle Familienväter in Siebenbürgen. Hermannstadt, 1803. (Horvátul: Zágráb, 1804.)